# Rudston
Rudston är en ort och civil parish i Storbritannien.   Den ligger i kommunen East Riding of Yorkshire och riksdelen England, i den östra delen av landet, 290 km norr om huvudstaden London. Rudston ligger 30 meter över havet och antalet invånare är 409.
Terrängen runt Rudston är platt. Runt Rudston är det ganska tätbefolkat, med 139 invånare per kvadratkilometer. Närmaste större samhälle är Bridlington, 8,9 km öster om Rudston. Trakten runt Rudston består till största delen av jordbruksmark.